# Formation Z
Formation Z (フォーメーションZ?) es un videojuego de matamarcianos inicialmente fue lanzado para los arcades en septiembre de 1984 por Jaleco. El Arcade lanzado fue distribuido por Williams y se lo conoce como Aeroboto fuera de Japón. Fue portado para el MSX y para el NES, también que incluye como parte de Jaleco Collection Vol. 1 para la PlayStation. Más recientemente la versión de Famicom fue relanzada para la Consola Virtual de Wii y el Windows Store como Project EGG en Japón.

## Otras Apariciones
- Game Tengoku (1995)
- Antonio Inoki vs Jaleco (2004)

- Datos: Q5470030